# 안젤리나 러브

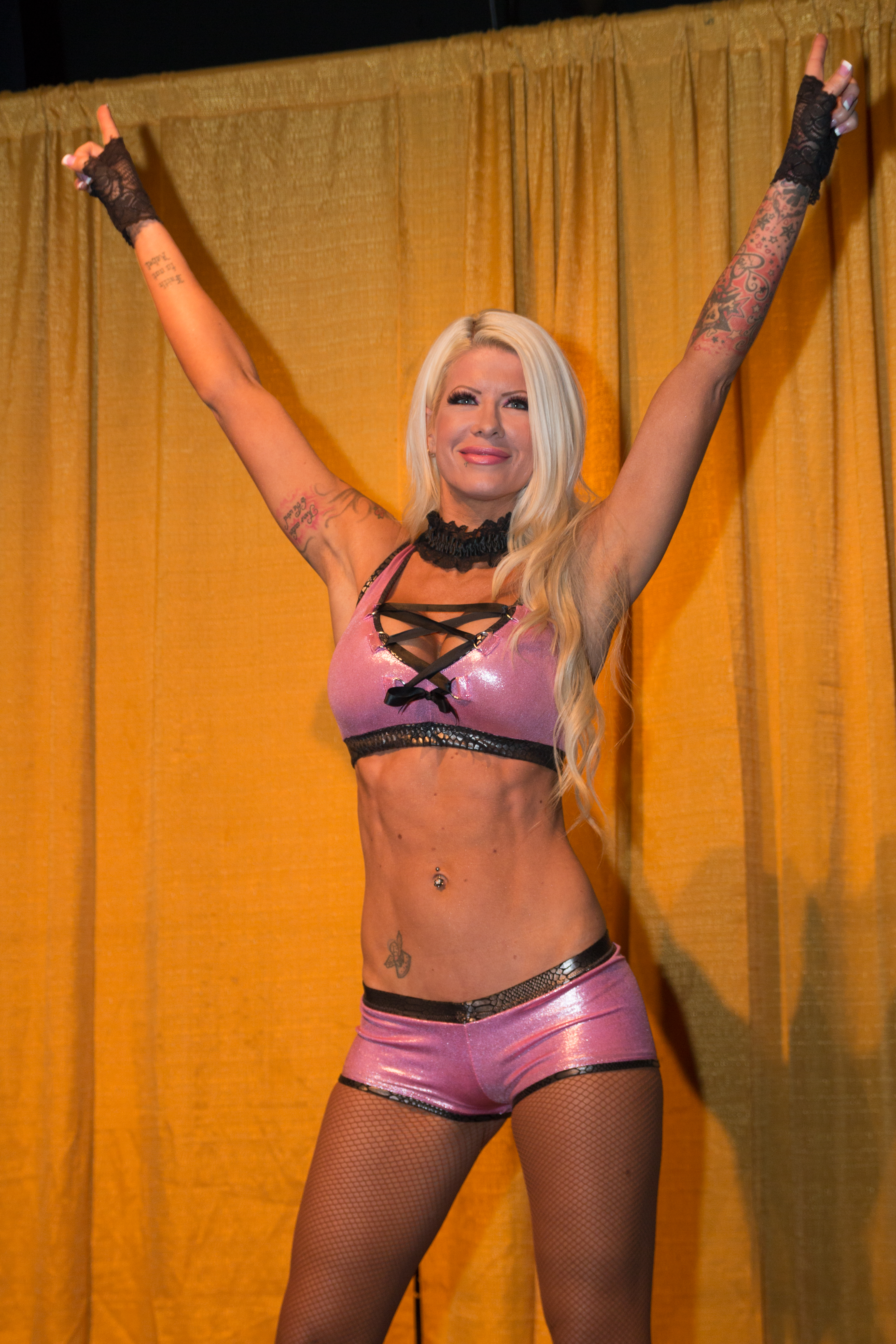
안젤리나 러브 (2014년)

안젤리나 러브(Angelina Love)는 본명은 로런 윌리엄스(Lauren Williams)는 캐나다의 여자 프로레슬링선수다. 1981년 9월 13일이며 TNA에서 활동을 하고 있다. 키는 168cm 몸무게는 54kg이다.

## 수상
- TNA 위민스 넉아웃 챔피언 6회
- TNA 넉아웃 태그팀 챔피언 1회 - 윈터 (1회)
- PWP 위민스 챔피언 1회
- WCR 다이아몬드 디비전 챔피언 1회